# Ignaz Grüner
Ignaz Grüner (11. dubna 1816 Cheb – 9. června 1901 Baden) byl rakouský vysoký státní úředník a politik německé národnosti z Čech, v 60. letech 19. století poslanec Říšské rady, později zástupce místodržícího Čech.

## Biografie
Byl synem magistrátního rady Sebastiana Grünera, který se spřátelil s Johannem Wolfgangem Goethem při jeho západočeském pobytu. 15. října 1850 se oženil s Antonií Říhovou, dcerou plzeňského měšťana a mlynáře Bernarda Říhy.
Od roku 1839 je uváděn jako konceptní praktikant krajského úřadu v Plzni, později guberniální konceptní praktikant působící při krajském úřadu v Plzni. Odtud byl přeložen a povýšen na okresního hejtmana v Rumburku. Působil jako krajský hejtman a vicemístodržitel Čech. V roce 1866 se uvádí jako místodržitelský rada a od císaře se mu za loajálnost a činy během okupace Pruskem Výrazu Nejvyšší spokojenosti. Téhož roku je zmiňován kromě toho i jako krajský hejtman v Budějovicích. V roce 1870 je zmiňován na postu okresního hejtmana v Litoměřicích. V červenci 1872 získal Řád železné koruny, čímž byl povýšen do šlechtického stavu. Na zástupce místodržícího byl jmenován v květnu 1875. Penzionován byl roku 1881. Německorakouský tisk dával jeho odchod z funkce do souvislosti s rostoucím vlivem nyní vládních staročechů.
Angažoval se i politicky. V zemských volbách roku 1861 byl zvolen na Český zemský sněm za kurii městskou, obvod Krumlov, Kaplice, Nové Hrady, Vyšší Brod. Na mandát rezignoval v květnu 1866. Oficiálně nebyl členem žádné politické strany, ale podle sudetoněmeckého tisku byl orientován jako německý liberál (tzv. Ústavní strana.
Působil také coby poslanec Říšské rady (celostátního parlamentu Rakouského císařství), kam ho delegoval Český zemský sněm (Říšská rada tehdy ještě byla volena nepřímo, coby sbor delegátů zemských sněmů). 21. listopadu 1864 složil slib.
Zemřel v červnu 1901 v Badenu.